# Copa Borsalino 1941
En 1941 la Federación Costarricense de Fútbol organizó la decimoquinta edición de los torneos de Copa, con el nombre de Copa Borsalino (este trofeo había sido donado para disputarse en el último juego del primer Campeonato Centroamericano
y del Caribe de Fútbol entre las selecciones de Costa Rica y El Salvador, a los días el ente federativo decide poner en disputa la Copa Borsalino entre los equipos de primeras divisiones denominando el certamen como Eliminatorias Federación Nacional de Fútbol). La Liga Deportiva Alajuelense fue el ganador del certamen.
Los 6 equipos participantes fueron: Alajuelense, La Libertad, Orión, Herediano, Gimnástica Española, Cartaginés. 
Alajuelense se proclamó campeón del torneo al vencer en primera ronda al Cartaginés (6-2), en la semifinal a Orión (5-1) y a La Libertad en la final (2-0).

## Cuartos de final
| 1 de junio de 1941 | La Libertad            | 3:1 | Sociedad Gimnástica Española | Estadio Nacional, San José |                         |
|                    | Fernando Ruiz 2 Madriz |     | Guillermo Amador             | Árbitro(s): Willy Jones    | Árbitro(s): Willy Jones |

| 1 de junio de 1941 | Alajuelense | 6:2 | Cartaginés | Estadio Nacional, San José |                         |
|                    |             |     | José Meza  | Árbitro(s): Julio Güell    | Árbitro(s): Julio Güell |

## Semifinales
| 8 de junio de 1941 | Orión FC       | 1:5 | Alajuelense                             | Estadio Nacional, San José |  |
|                    | Miguel Zeledón |     | Jorge Rojas Salvador Soto Carlos Arroyo |                            |  |

| 8 de junio de 1941 | Herediano     | 1:2 | La Libertad     | Estadio Nacional, San José |  |
|                    | Manuel Zamora |     | César Hernández |                            |  |

## Final
| 15 de junio de 1941 | Alajuelense    | 2:0 | La Libertad | Estadio Nacional, San José |                         |
|                     | Álvaro Rojas 2 |     |             | Árbitro(s): Julio Güell    | Árbitro(s): Julio Güell |

|                            |
| Liga Deportiva Alajuelense |
|                            |
| 4° título                  |

| Predecesor: Torneo de Copa 1939 | Torneo de Copa de Costa Rica 1941 | Sucesor: Torneo de Copa 1944 |